# Fuga dall'Inferno - L'altra dimensione dell'amore
Fuga dall'Inferno - L'altra dimensione dell'amore (The Other Side) è un film statunitense del 2007, diretto da Gregg Bishop. Bishop ha finanziato il film con i 15.000 dollari ricavati dal suo cortometraggio Voodoo nel 1999.

## Trama
Una sera, mentre aspetta la sua fidanzata Hanna vicino al fiume, Sam viene buttato giù dalla scarpata da un furgoncino bianco. Il ragazzo si risveglia all'ospedale, dove incontra Oz e Mally, due uomini che lo informano che è morto, ma è riuscito a scappare dall'Inferno insieme a loro e ad altre persone defunte. Tuttavia, alcuni demoni inviati da Satana sono alla ricerca dei fuggitivi per riportarli nell'Abisso infernale. Mentre il trio fugge dai demoni, Sam cerca di scoprire cosa si nasconde dietro alla scomparsa di Hanna e perché è finito all'Inferno.

## Riprese
Dopo tre mesi di casting, trascorsi a cercare l'attore protagonista, fu scritturato Nathan Mobley per la parte di Samuel. La parte di Mally fu scritta da Bishop appositamente per Cory Rouse, con il quale aveva lavorato in Voodoo. Le riprese si tennero a un ritmo serrato, arrivando a girare 70-80 set-up al giorno; la troupe era composta principalmente da studenti di cinema presso la Georgia State University di Atlanta, città dove il film è stato girato.

## Distribuzione
La première di Fuga dall'Inferno - L'altra dimensione dell'amore si è tenuta allo Slamdance Film Festival il 21 e il 27 gennaio 2006, mentre il film è uscito nelle sale il 28 settembre dell'anno successivo. In Italia il film è uscito il 12 marzo 2008 direttamente per il mercato DVD su distribuzione 01 Distribution.

## Premi e riconoscimenti
- 2006 - ShriekFest
  - Grand Jury Award come Best Feature Film[3]
- 2006 - Independent Film Festival of North Texas
  - Best Picture[3]
  - Best Screenplay[3]
  - Best Actor (Nathan Mobley)[3]